# Elena Dmitrieva
Ne pas confondre avec Daria Dmitrieva, une autre handballeuse russe.
Elena Dmitrieva (en russe : Елена Дмитриева, en anglais : Yelena Dmitriyeva), née Elena Chaplina le 1er juillet 1983 à Astrakhan, est une ancienne handballeuse russe. En 2013, elle décide de mettre un terme à sa carrière.

## Palmarès

### Club
Compétitions internationales
- Vainqueur de la Ligue des champions (C1) en 2008
- vainqueur de la Coupe des vainqueurs de coupe (C2) en 2002 et 2006
- Vainqueur de la Coupe de l'EHF (C3) en 2007
- Vainqueur de la Supercoupe d'Europe en 2008

Compétitions nationales
- Vainqueur du Championnat de Russie (4) : 2002, 2003, 2004, 2007
- Vainqueur de la Coupe de Russie (3) : 2009, 2010, 2011
- Vainqueur du Championnat de Serbie-et-Monténégro (2) : 2005, 2006
- Vainqueur de la Coupe de Serbie-et-Monténégro (2) : 2005, 2006

### Sélection nationale
Jeux olympiques
- Médaille d'argent aux Jeux olympiques 2008

Championnat du monde
- Médaille d'or au Championnat du monde 2009
- Médaille d'or au Championnat du monde 2007

Championnat d'Europe
- Médaille de bronze au Championnat du d'Europe 2008